# Juventino Dias
Juventino Dias - (Capela Nova, Minas Gerais, 13 de março de 1884 - 8 de janeiro de 1976) empresário e "coronel" mineiro, foi o fundador de um conglomerado financeiro encabeçado pela Companhia de Cimento Portland Cauê (atualmente parte da Camargo Corrêa). Casou-se duas vezes e deixou 15 filhos.
Morreu de um acidente vascular cerebral aos 91 anos em 1976.

## QUEM FOI O CORONEL JUVENTINO DIAS
Foi um dos maiores empreendedores brasileiros do Seculo XX . Natural de Capela Nova, atual Betim, Juventino Dias nasceu em 13 de março de 1884, foi candieiro de bois e se acostumou ao trato das duras lidas desde muito criança, mas nunca desanimou. Satisfazer ao seu feito de administrador, ser fator de progresso da comunidade, dirigir uma empresa e prosperar com ela era tudo o que ele desejava.
Casou-se com Maria do Carmo Dias; teve 14 filhos, sendo 6 homens e 8 mulheres. Após a morte de dona Maria do Carmo, casou-se com dona Aracy Dias , com quem teve uma filha. 
O primeiro grande passo de sua vida empreendedora foi, ainda muito jovem, a instalação da Casa Juventino (loja comercial), em Santa Bárbara. Com o prospero investimento, partiu para uma série de empreendimentos ao longo dos anos. Em 1920 mudou-se para Belo Horizonte abrindo uma filial da Casa Juventino (a maior casa comercial do estado) e desde então não parou mais. Realizou os seguintes empreendimentos: 1 - Em 1922 arrematou a cervejaria Rhenânia (que se tornou AMBEV) ; 2 - Construiu em Bello Horizonte cerca de 20 cinemas através da Cia Cinemas de Minas Gerais, entre eles estava o Teatro Municipal que ele transformou em Cine Metrópole depois de arrematar da Prefeitura. 3 - Companhia de Cimento Portland Cauê e suas subsidiárias Incopre, Sical, Cauêmix (atual Supermix), Santa Bárbara Engenharia, Cesa Logística e  Cauêmbryo.  
Em sociedade com alguns amigos criou os seguintes  empreendimentos: a) Banco Minas Gerais (atual BMG), b) Banco Comércio indústria de Minas Gerais (que se tornou Itaú-Unibanco), c) Cia Renascença Indústria, d) Cia de Seguros Minas Brasil; e) Cia Fabril Mineira.
Altruísta por toda sua vida, foi provedor da Santa Casa de Misericórdia de Belo Horizonte.
Na década de 1960, Coronel Juventino Dias recebeu o título de Capitão do Progresso, concedido apenas a alguns grandes vultos do cenário nacional.
A Cidade Industrial de Contagem recebeu seu nome: "Cidade Industrial Coronel Juventino Dias". 
Carreira
- Instalação da Casa Juventino em Santa Bárbara e posteriormente em Belo Horizonte.
- Aquisição da Cervejaria Rhenânia (que se tornou AMBEV) .
- Construção de cinemas pela Companhia Cinemas de Minas Gerais.
- Fundou a Cia Fabril Mineira em Lavras.
- Fundou a Companhia de Cimento Portland Cauê e suas subsidiárias Incopre, Sical, Cauêmix (atual Supermix), Santa Bárbara Engenharia, Cesa Logística e Cauêmbryo.
- Em sociedade, criou o Banco Minas Gerais (atual BMG).
- Em sociedade, criou o Banco Comércio indústria de Minas Gerais (que se tornou Itau-Unibanco).
- Em sociedade, criou a Cia Renascença Indústria.
- Em sociedade, criou a Cia de Seguros Minas Brasil.